# Corpus inscriptionum Latinarum

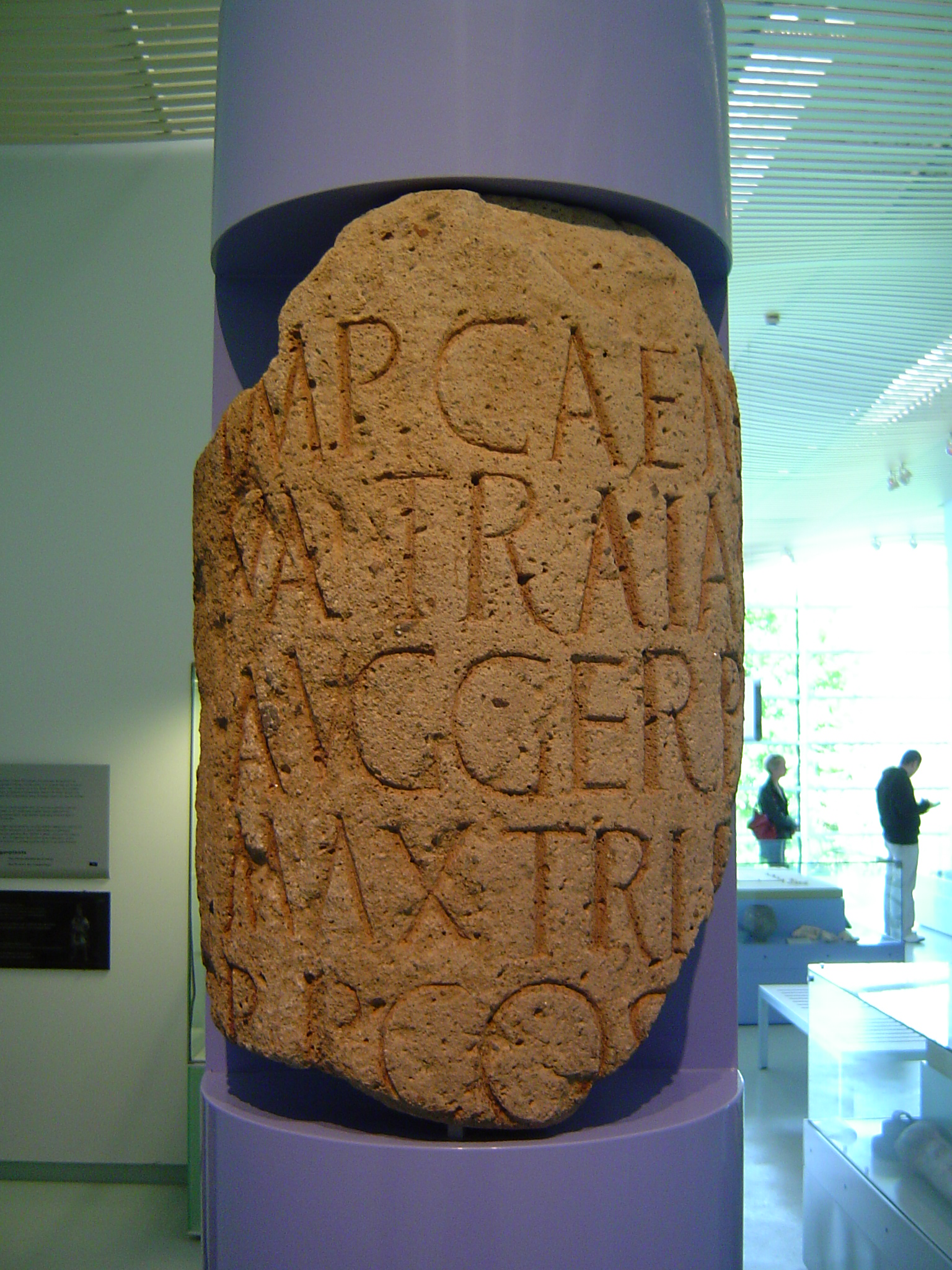
CIL XVII2 584 = CIL XIII 9162, fragment mijlpaal Beek-Ubbergen

Het Corpus inscriptionum Latinarum (CIL) is een omvangrijke verzameling van antieke Latijnse inscripties. Het vormt een belangrijke bron voor epigrafische studies en geeft inzicht in alle aspecten van het Romeinse leven. In het CIL zijn inscripties verzameld uit alle delen van het Romeinse Rijk en deze zijn geografisch en systematisch geordend.

## Ontstaan
In 1847 werd in Berlijn een comité opgericht met als doel het verzamelen van alle destijds bekende Latijnse inscripties, die in de voorgaande eeuwen door honderden geleerden apart waren beschreven. De bekende geschiedkundige Theodor Mommsen was een van de leidende figuren in dit project. Hij schreef zelf ook verschillende delen. Om een zo accuraat mogelijke beschrijving van een inscriptie te maken, probeerden de schrijvers zo veel mogelijk de originele inscripties zelf te bestuderen. Waar deze verloren waren gegaan, vergeleek men de verschillende versies van auteurs die dezelfde inscriptie hadden beschreven. Het eerste deel werd in 1853 uitgegeven.

## Inhoud
Het CIL bestaat momenteel uit 17 delen, waarin ongeveer 180.000 inscripties worden beschreven. Het eerste deel beschrijft de oudste inscripties, tot aan het einde van de Romeinse Republiek. Delen II tot en met XIV zijn geografisch geordend, naar de regio waar ze zijn gevonden. Andere delen zijn meer thematisch, zo is deel XVII geheel gewijd aan mijlpalen. Het CIL wordt nog continu bijgewerkt, aan deel XVIII wordt momenteel gewerkt.
Waar mogelijk zijn de inscripties voorzien van een afbeelding (foto of tekening). De oorspronkelijke letters worden weergegeven, met een aanvullende interpretatie voor afkortingen en ontbrekende woorden. De tekst is in het Latijn.

## Schrijvers en uitgevers
Tot de uitgevers van enkele banden behoren naast de reeds eerder vermelde Mommsen: Eugen Bormann, Hermann Dessau (die ook Inscriptiones Latinae Selectae zou uitgeven), Wilhelm Henzen, Otto Hirschfeld, Emil Hübner, Christian Hülsen en Karl Zangemeister. Later zouden ook Géza Alföldy, Attilio Degrassi, Herbert Nesselhauf bijdragen aan de CIL.

## EDCS
In het digitale tijdperk is er de Epigraphic-Datenbank van Claus en Slaby (EDCS) bij gekomen, die een veelvoud van inscripties bevat, met foto's in plaats van tekeningen. En uiteraard is ze doorzoekbaar.